# Complejo Ecológico Municipal
El Complejo Ecológico Municipal, es el mayor pulmón verde de la ciudad de Presidencia Roque Sáenz Peña, Provincia del Chaco, Argentina. Se trata de un espacio sin antecedentes en toda Sudamérica con un perímetro de 25 hectáreas destinadas a las familias para que puedan realizar diferentes actividades recreativas. 
En el lugar existe un centro de recuperación de animales silvestres, donde se alberga y recuperan animales autóctonos que son secuestrados del tráfico ilegal, rescatados de circos, accidentes o fenómenos naturales. Actualmente se recuperaron y liberaron más de 28 mil ejemplares de distintas especies en ambientes naturales de la provincia.
Se accede por el kilómetro 1111 de la Ruta Nacional 95.

## Historia
Se trata del establecimiento argentino más visitado por científicos de todo el mundo que desean establecer vínculos con la recuperación y reproducción de especies en vías de desaparecer, a raíz de logros permanentes que permiten sueltas programadas en ámbitos impactados, reservas y parques nacionales que demanden sus experiencias especializadas en flora y fauna del parque chaqueño.
El Complejo Ecológico, originalmente contaba con una superficie entre 20 y 25 hectáreas aproximadamente, y actualmente tiene 120 hectáreas. Tiene varios programas de protección de especies en peligro de extinción, por ej. el yaguareté, por medio del cual se logró la reproducción de 12 ejemplares en cautiverio, se logró por primera vez en el mundo en la reproducción en cautividad del cóndor andino, en total fueron 11 ejemplares nacidos en cautiverio.
|                                      |
| yaguareté (Panthera onca palustris). |

|                                 |
| cóndor andino (Vultur gryphus). |